# Elena Flury
Elena Flury (* 20. Jahrhundert in Zürich) ist eine Schweizer Schauspielerin in Film, Fernsehen, und
Theater, Model, Off-Sprecherin, Musikerin und Sängerin.

## Leben und Karriere
Elena Flury wurde in Zürich geboren. Sie absolvierte ihre primäre professionelle Schauspielausbildung von 2020 bis 2022 am Giles Foreman Centre for Acting in London. Darüber hinaus nahm sie 2020 an einem vierwöchigen Sommerkurs an derselben Institution teil und vertiefte ihre Kenntnisse 2023 mit dem Programm Mastery I. Sie war in verschiedenen Film-, Fernseh- und Theaterproduktionen zu sehen.
Anschliessend machte sie ihren Abschluss in Musik in London. Flury ist bekannt für ihre Neo-Soul-Musik und hat unter anderem die EP Burning Questions veröffentlicht, die während des Lockdowns in London entstanden ist.
2023 war sie im britischen Horror-Thriller The Waterhouse, als zusätzliche Sprecherin (Additional Voice Artist) beteiligt.
Als Schauspielerin spielte sie unter anderem in der Serie Te Berberi - Wächst ja wieder als Ana (2024–2025) zu sehen. Zudem trat sie in dem Kurzfilm My Nuclear Family (2023) als Peggy Dunhill auf.
2025 war sie in der Rolle der Vanessa Tomasi im Tatort: Rapunzel zu sehen.

## Theater (Auswahl)
Opernhaus Zürich
- 2009: Pagliacci, als Kinderchor (Regie: Grischa Asagaroff)
- 2010: Die Frau ohne Schatten, als Kinderchor (Regie: David Pountney)
- 2010: La Bohème, als Kinderchor (Regie: Philippe Sireuil)
- 2011: Hänsel und Gretel (Oper), als Kinderchor (Regie: Frank Corsaro)

Donmar Warehouse London
- 2021: Der Kirschgarten, als Lyuba Andreyevna Anya (Regie: Samuel Clemens)
- 2021: Loveplay, als Helen, Joy, Millie, Marianne (Regie: Stuart Laing)
- 2022: Tartuffe, als Mariane (Regie: Giles Foreman)

## Sprechrollen (Voice Over)
- 2024: The Waterhouse (als zusätzliche Sprecherin (Additional Voice Artist[3]))

## Filmografie (Auswahl)
- 2023: My Nuclear Family (Kurzfilm)
- 2024–2025: Te Berberi - Wächst ja wieder (Fernsehserie, 8 Folgen)
- 2025: Tatort: Rapunzel

## Musik (Auswahl)
- 2019: The Rose (Single und Musikvideo)[3]
- 2020: Focus (Single)[3]
- 2022: Know me (Single)[3]
- 2022: Buring Questions (Single und Musikvideo)[3]
- 2023: Buring Questions (EP)[3]
- 2023: Hold it Together (Single und Musikvideo)[3]
- 2024: You Remind me (Single)[3]